# Missions jesuïtes a Amèrica

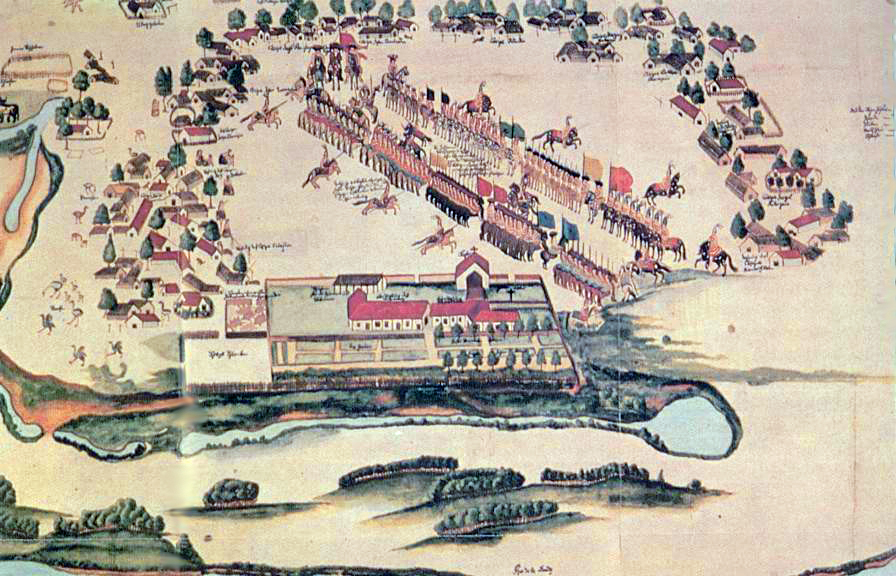
Florian Paucke: una reducció guaraní, realitzant, al centre de la plaça, un exercici de cavalleria, al. Per a defensar-se dels atacs, algunes reduccions van ser autoritzades a mantenir milícies armades.

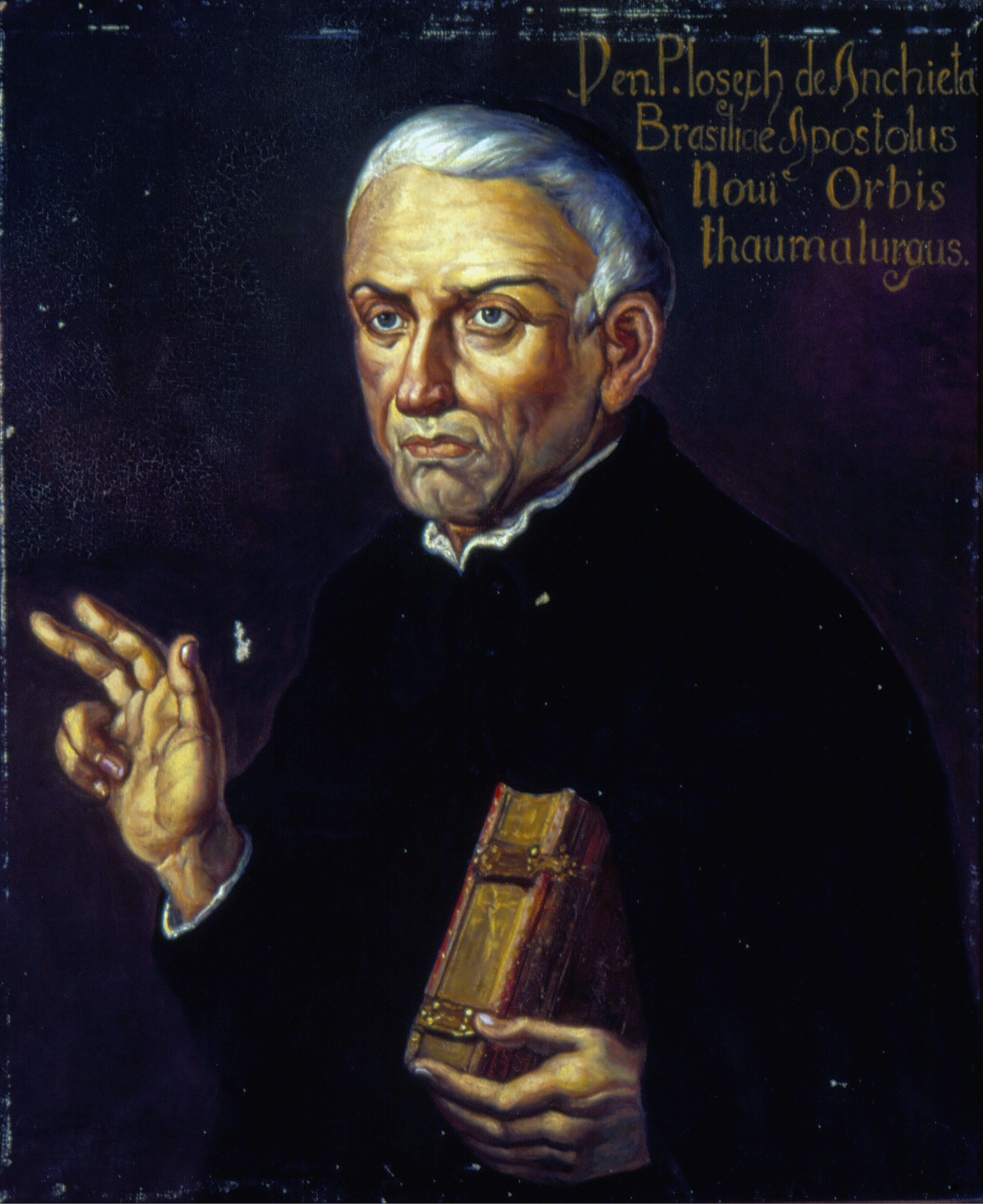
El missioner espanyol José de Anchieta va ser, juntament amb Manuel de Nóbrega, el primer jesuïta que Ignasi de Loiola va enviar a Amèrica.

Les missions jesuítiques a Amèrica, també anomenades reduccions , eren els assentaments indígenes organitzats i administrats pels sacerdots jesuïtes al Nou Món, com a part de la seva obra civilitzadora i evangelitzadora. L'objectiu principal de les missions jesuïtes era crear una societat amb els beneficis i qualitats de la societat cristiana europea, però lliure dels seus vicis i mals. Aquestes missions van ser fundades pels jesuïtes a tota l'Amèrica colonial i, d'acord amb Manuel Marzal, que resumeix l'opinió d'altres especialistes, és una de les utopies més notables de la història.
Per aconseguir el seu objectiu, els jesuïtes van desenvolupar tècniques de contacte i atracció dels indis i aviat van aprendre les seves llengües i, a partir d'això, es van reunir en els pobles que de vegades albergaven milers de persones. Eren en gran part autosuficients, disposaven d'una infraestructura completa administrativa, econòmica i cultural en règim de comunitat, on els indígenes eren educats en la fe cristiana i se'ls ensenyà a crear de vegades art amb un alt grau de sofisticació, però sempre d'acord amb els patrons europeus. Després d'un començament poc sistemàtic, marcat per intents fallits, en la segona meitat del segle XVII el model missioner estava ja ben establert i difós per gairebé tota Amèrica, però va haver de continuar fent front a l'oposició dels sectors de l'Església Catòlica que estaven en desacord amb els seus mètodes; la resta de la població de colons, per als quals els indis no pagava la pena l'esforç per cristianizarlos, i esbarts de caçadors d'esclaus, que empresonaven els indis per sotmetre'ls a treballs forçats en economia colonial d'explotació i destrucció de molts pobles, causant moltes morts. Fins i tot amb diversos problemes que superar, les missions, en el seu conjunt prosperaren fins al punt que en la segona meitat del segle xviii, els jesuïtes es convertiren en sospitosos de tractar d'establir un imperi independent, que va ser un dels arguments utilitzats en la intensa campanya difamatòria que van patir a Amèrica i Europa i, finalment, va donar lloc a la seva expulsió de les colònies des de 1759 i la dissolució del seu ordre el 1773. Amb això, el sistema missioner es va esfondrar, provocant la dispersió de les poblacions indígenes reduïdes.
El sistema missioner va tractar d' introduir el cristianisme i una forma de vida europeïtzada, integrant, però, molts dels valors culturals dels mateixos indis, i es basava en el respecte de la seva persona i les seves tradicions de grup, en la mesura que no entressin en conflicte directe amb conceptes bàsics en la nova fe i la justícia. El mèrit i la mesura de l'èxit d'aquest esforç han estat el tema de molt debat entre els historiadors, però el fet és que va ser central en la primera organització del territori i dels fonaments de la societat americana com es coneix actualment. Diversos monuments missioners són avui Patrimoni de la Humanitat.

## Orígens i evolució del sistema missioner
La creació del sistema de les missions ha de ser estudiat en el context de la política colonial desenvolupada per les potències europees a l'Amèrica recentment descoberta, que originalment estava habitada per molts grups ètnics de poblacions indígenes que havien desenvolupat diversos graus de civilització. Encara que alguns contactes preliminars entre els europeus i els indis van ser pacífics, aviat els colons van començar a emprendre una conquesta bèl·lica i sanguinària, sotmetent als nadius per la força de les armes superiors i tècniques militars europees, prenent-los de qualsevol tresor que poguessin trobar. En vista de les atrocitats que s'estaven cometent, reis i papes legislaren a favor dels indis, però amb poc efecte, ja que el control de les províncies transoceàniques era molt difícil. Els abusos continuaren al llarg de la història de la colonització. Juntament amb els primers colons van arribar diversos ordes religiosos missioners, principalment franciscans i dominics. La seva presència estava justificada a causa que entre els objectius de la conquesta estava la cristianització dels pobles dominats, però molts d'aquests missioners van ser complaents amb l'ús de la violència i es van beneficiar de l'explotació dels indis. Poc després, preocupat per la direcció no controlada amb què es duia la conquesta espanyola, Carles I d'Espanya va demanar als jesuïtes que intervinguessin en el procés, mentre que Joan III de Portugal va donar les primeres ordres perquè l'evangelització dels indis fos deixada a la cura de la Companyia de Jesús.

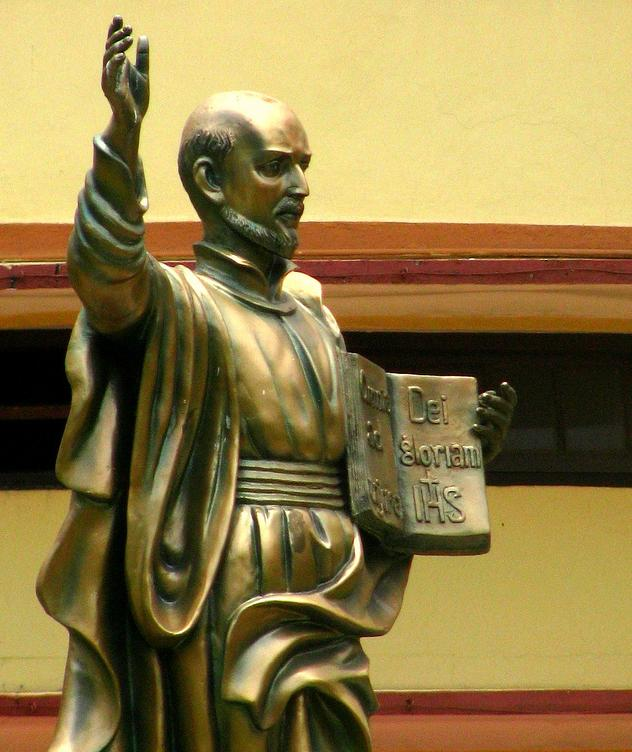
Ignasi de Loiola amb un llibre que es llegeix el lema del seu ordre: Ad maiorem Dei gloriam ("Per a major Glòria de Deu")

La Companyia de Jesús va ser fundada el 1534 per Ignasi de Loiola. La confiança que els jesuïtes inspiraven als reis ibèrics es deu al gran prestigi que en pocs anys adquiriren pel dinamisme i la sòlida preparació teològica i cultural dels seus membres, que feu que ocupessin llocs de prominència al clergat i en els consells de reis i prínceps. L'Orde es convertí en la principal força de l'Església Catòlica en el procés de la Contrareforma, renovà la pedagogia a Europa i, de fet, representà l'avantguarda religiosa en el seu temps, amb privilegis especials i una gran independència de l'estructura jeràrquica de l'Església, però amb un vot d'obediència absoluta al Papa.
Els jesuïtes van arribar al Brasil el 1549, al Perú el 1567, a Mèxic en 1572 i a Nova França en 1611, però el sistema missioner va trigar diverses dècades per establir-se i consolidar-se. Per tant, els primers intents d'evangelització van ser informals, poc coherents i sense resultats significatius. Entre les principals dificultats trobades van ser l'absència d'institucions legals i administratives de suport efectiu, la poca col·laboració d'altres ordes religiosos —si no la seva connivència amb les pràctiques depredadores dels colons, com es lamentava al Brasil Manuel da Nóbrega — l'oposició dels colons que ja s'havien instal·lat, per a qui els indis eren tan insignificants com els negres i pel que sembla només fossin útils com a mà d'obra. La primera iniciativa dels assentaments de fonamentacions especials per als indis cristianitzats vingué de Joan III, que en a les Regles del primer governador general del Brasil, Tomé de Sousa els va ordenar que visquessin en grups prop dels pobles perquè poguessin entrar en un contacte més íntim amb els cristians i poguessin ser millor adoctrinats. La idea va ser elogiada per Nobrega, qui de sobte es va adonar de la ineficiència de les missions itinerants, just abans que el sacerdot espanyol José de Acosta fes la mateixa observació al Perú.

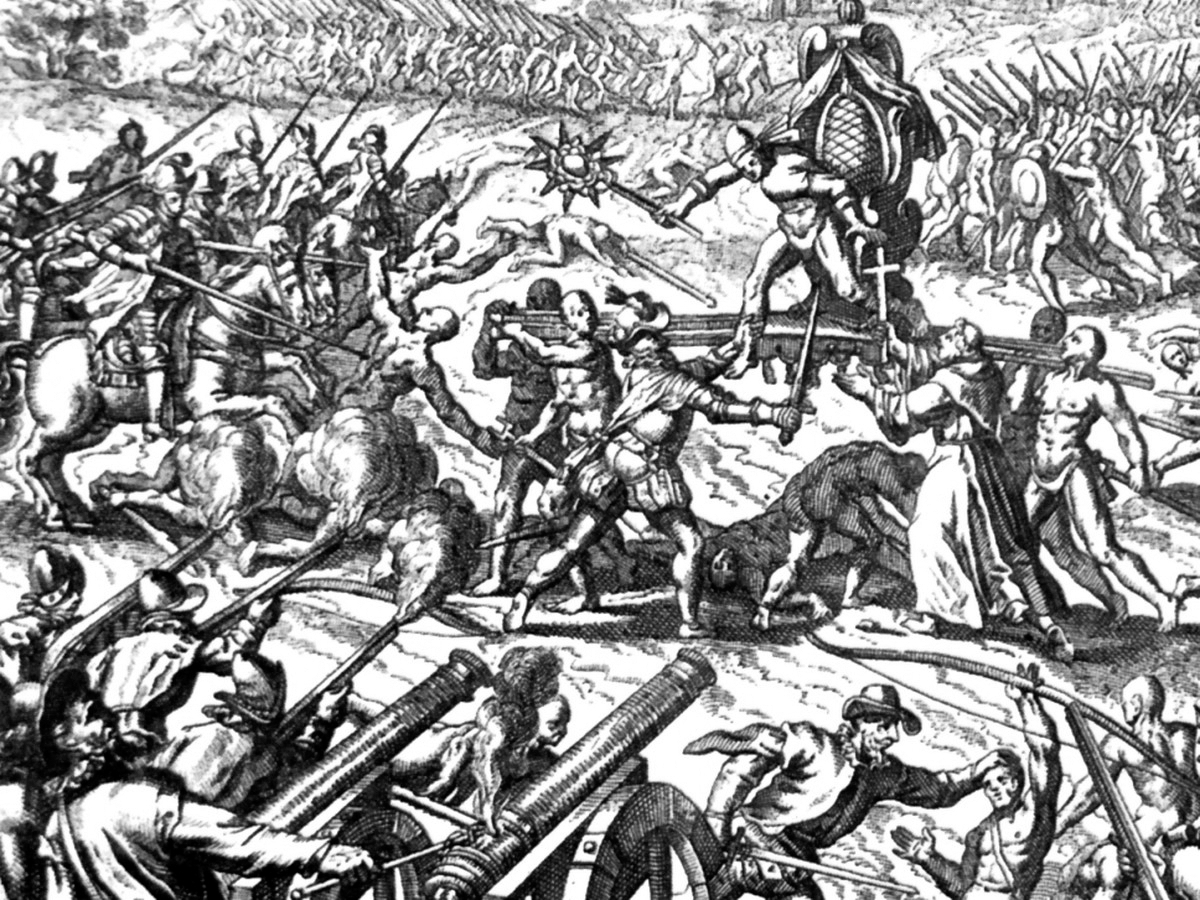
La matança dels Incas a Cajamarca, durant la conquesta espanyola del Perú

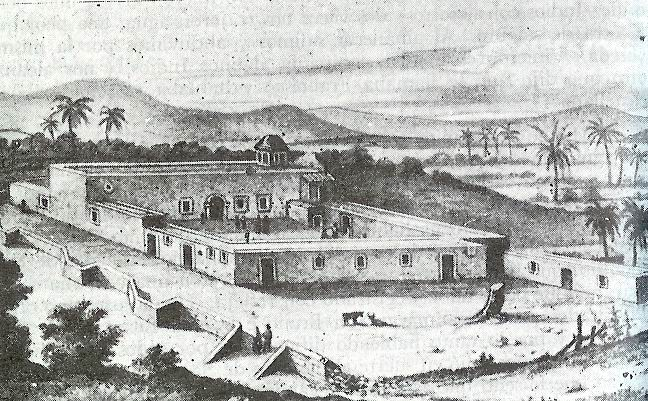
Reducció de Nostra Senyora de Loreto Concho, Baixa Califòrnia, Mèxic

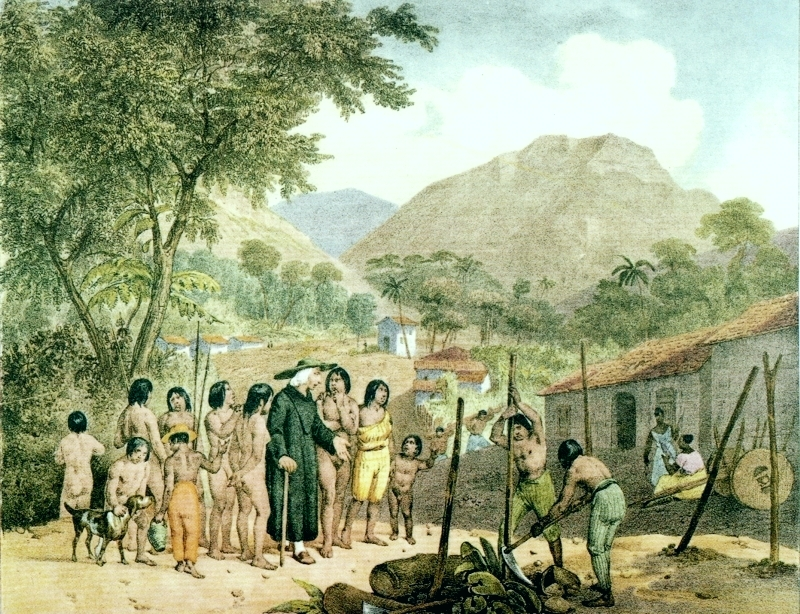
Rugendas: poble al centre del Brasil

Nobrega va escriure als seus superiors sol·licitant que els jesuïtes s'obtinguessin del Papa el poder d'erigir altars allà on fos que estiguessin i, així, consolidar els seus pobles, mentre es recomanava paciència amb el procés d'aculturació, la predicció que una transformació autoritària, sobtada i radical en els costums indígenes no donarien resultats positius. També va reconèixer, al seu "Diàleg de conversió de gentils" (1556-1557), que els indis no eren essencialment dolents, malgrat les seves pràctiques religioses "aberrants", i que podria ser portats gradualment a una vida més digna, car si la seva religió era errònia, l'arrel del mal era més de caràcter supersticiós, que es podria trobar en qualsevol poble ignorant, que no pas un malintencionat, l'opinió més comuna. Acosta va viatjar al Perú amb el càrrec de Provincial de l'ordre el 1576 i, inspeccionant l'obra fins llavors desenvolupat entre els indis, considerà que no era satisfactori. A l'assemblea provincial de 1576 i al Concili de Lima de 1582-1583, reunit per examinar les causes del fracàs, Acosta va recollir els elements necessaris per a compondre l'obra De procuranda indorum salute (1588), on resumia les seves experiències i presentava les contradiccions de l'evangelització al Nou Món. En aquest moment, el saqueig, l'esclavatge i assassinat en massa ja s'havien convertit en un escàndol condemnat a Europa, i fins i tot el Papa Pau III va publicar ja en 1532 una butlla on va proclamar la llibertat dels indis en les possessions espanyoles.
Les idees d'Acosta eren, en fi, les mateixes que Nobrega, i van aparèixer com una alternativa viable per a la creació d'una missió basada en el respecte als indígenes i més independents d'un estat que havia demostrat ser cruel i immoral, preservant els costums nadiues que no estiguessin directament oposats a la fe cristiana i la justícia, però no abandonant, en absolut, la idea d'imposició doctrinal forçada en alguns casos. Homes del seu temps, Nobrega i Acosta consideraven la cristianització de les Índies com una necessitat per al seu propi bé (pro sua salute), i veien amb mals ulls seva religió, però que van trobar una forma per a la seva reforma, no la seva completa eliminació, identificant punts de trobada amb el catolicisme, com la creença en la vida futura i un déu suprem. Van lluitar el mètode d'erradicació completa de símbols religiosos i culturals natives que, malgrat la seva idolatria, els indis podrien conèixer la "veritable fe" a través de la raó. Aquestes idees liberals tenien una llarga història, car el Papa Gregori I al segle VI ja ha recomanat a Agustí de Canterbury, evangelitzador d'Anglaterra, que treballés sobre els costums locals i preservés tot el que era positiu en la fe autòctona.
No obstant això, al Brasil, van sorgir diferències sobre la forma de realitzar el treball missioner. Nobrega va començar a canviar el seu discurs, apostant més per la submissió absoluta de l'indi. Aquesta tendència sembla que es convertí en la predominant a partir de llavors, donant al missionerisme portuguès en general, un caràcter diferent de l'espanyol, i relativament menys fructífera pel que fa al sistema missioner en particular. De manera significativa, les missions de tota de la meitat nord del Brasil actual van ser les que va portar més problemes per estabilitzar quan eren capaços de fer-ho. En el moment en què Portugal i Espanya van ser governats pel mateix rei, a partir de 1607 es van publicar una sèrie de decrets que protegien les missions, donant-les plena autonomia, ja que hi havia, allà, una representant de la Corona. Alhora, estava prohibit l'accés de mestissos i negres, i tenien garanties per als indis reduïts a fi que no poguessin ser capturats pels encomenderos, els caçadors d'esclaus. El resultat d'aquestes noves mesures va ser que un gran nombre d'indígenes van buscar protecció a l'interior de les reduccions, en moments en què la creixent demanda dels esclaus i els atacs il·legals contra llogarets també va augmentar. S'estima que només el 1630, van morir o empresonats uns 30.000 nadius a la regió del Paraguai.

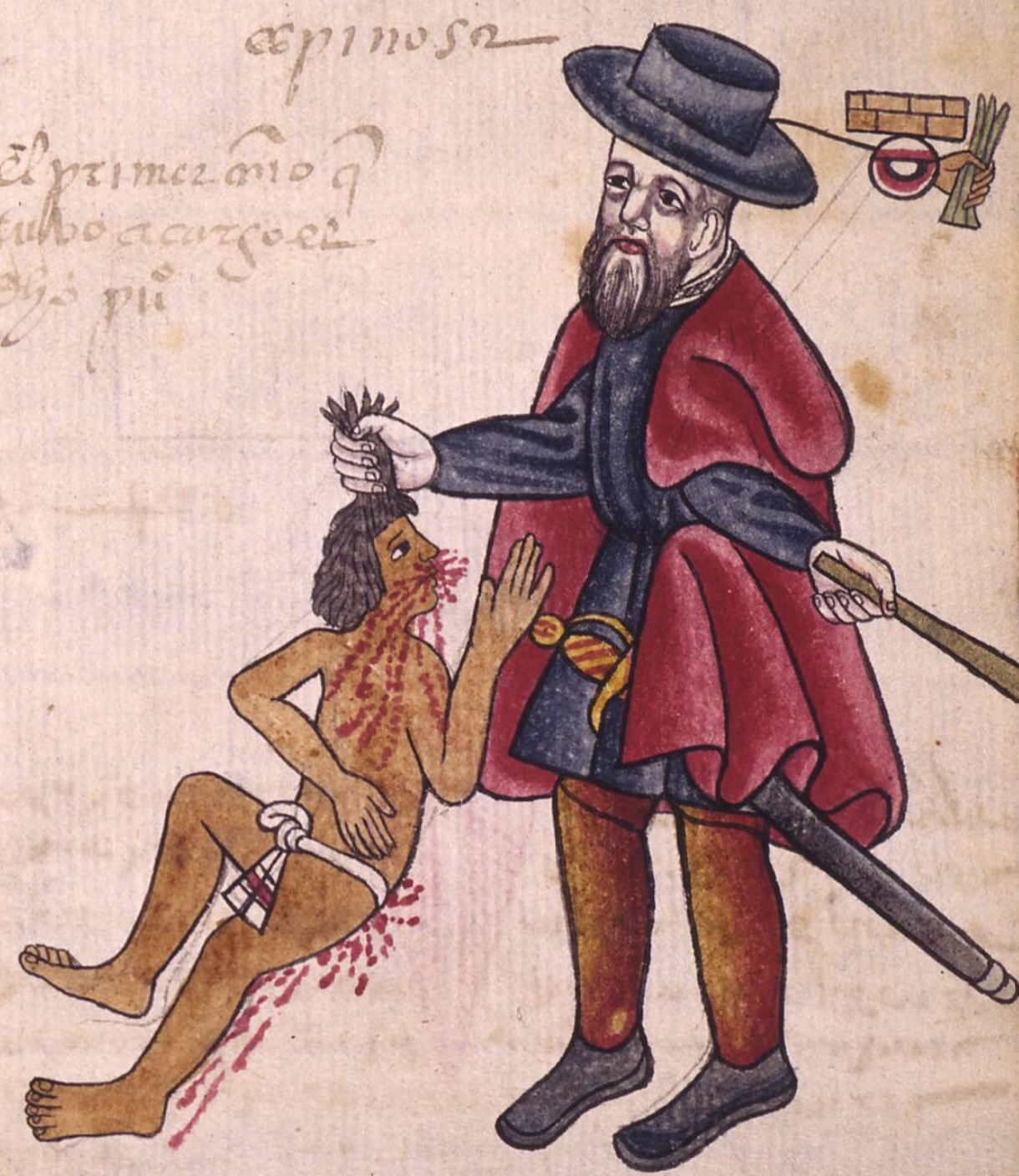
Un encomendero capturant un indi

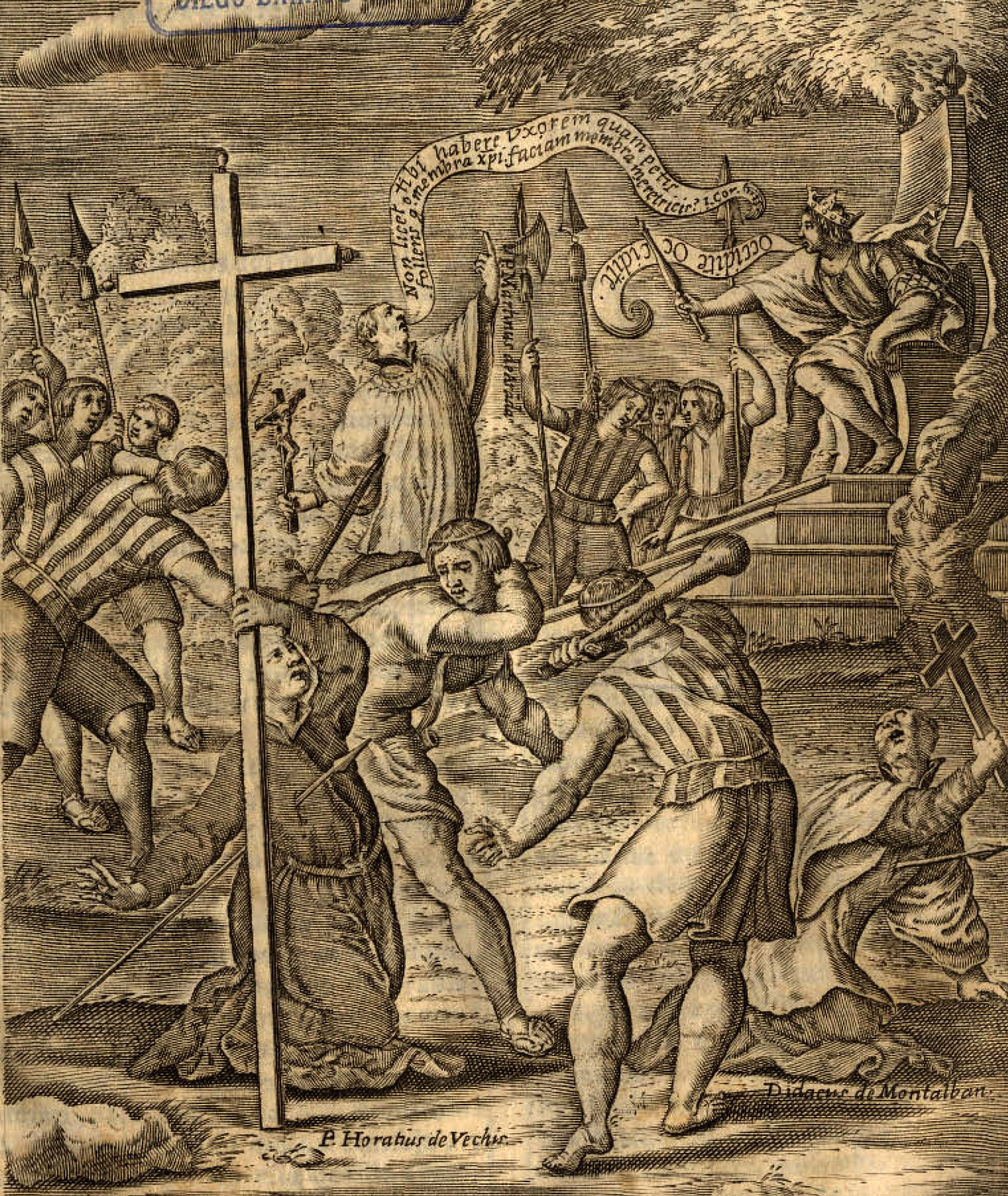
Jesuïtes martiritzats pels indis maputxes a Xile el 1612

Les idees d'Acosta van arribar a l'Amèrica espanyola de la mà d'Antonio Ruiz de Montoya, que va treballar entre els guaranís del Paraná-Paraguai i va escriure el llibre "Conquista espiritual" (1639), que va proposar l'establiment d'assentaments indígenes fora de les zones de colonització, donant directrius per a l'organització del seu entorn social i cultural i una evangelització més profunda, posant l'accent en el fet que els indis eren, en virtut de la conquesta, súbdits legítims del rei espanyol, dignes de respecte i d'una protecció oficial més eficaç, tant més quan el seu treball revertia en els ingressos de la Corona, i les reduccions espanyoles va servir com a baluards contra l'expansió portuguesa. En la mateixa obra, informà del progrés positiu vam ser testimonis de l'aplicació de les seves idees entre els indis i la societat rica i harmoniosa que havia aconseguit establir a les reduccions que havia fundat. Mentrestant, al Brasil, el Pare Antônio Vieira va lluitar per alliberar els indis de l'esclavitud i va exigir, amb èxit, al nou rei portuguès Joan IV, la regularització del status jurídic i de l'autonomia jurídica i administrativa dels assentaments establerts pels jesuïtes, de manera que el monarca veiés que els interessos de l'ordre no eren contraris a la Corona sinó que, en canvi, eren d'ajuda.
Però fins i tot si els jesuïtes treballaven per minimitzar la dependència de les reduccions estatals i posant-se en contacte amb altres colons, aquests enllaços no es van trencar completament. Ni els jesuïtes es van oposar al concepte simple de la colonització europea d'Amèrica, ja que era clarament irreversible i ells mateixos eren un dels seus agents més importants. A més, per als jesuïtes l'evangelització es va centrar en els nous centres urbans es va revelar immediatament avantatjosa, tant per facilitar l'administració de la conciliació des del principi d'acord amb les seves idees, la creació d'un model econòmic autosostenible que facilitava l'obra catequètica, i pel fet que es mantenien més aïllats del contacte amb altres colons.
A mitjans del segle xvii, moltes reduccions ja eren prou pròsperes per desenvolupar una reeixit comerç amb les ciutats i províncies properes, arribant a exportar molts productes a Europa, incloent instruments musicals i escultures, i la importació de molts altres. En molts casos, el seu èxit va ser realment notable, superant, de lluny, el nivell de vida dels colons establerts en pobles i ciutats, desenvolupant una estructura administrativa i econòmica molt més eficient i humana, i tecnologies més avançades. No obstant això, el sistema missioner mai es va desfer de contínues dificultats i imprevistos. En la majoria de les missions, hi va haver una disminució en la taxa de natalitat dels indis. A Califòrnia, hi va haver una disminució de la població de 80% a finals del segle xviii, i aquest fet, encara que no tan pronunciat com en altres llocs, era un fenomen generalitzat. La situació es complicà per l'aparició de diverses plagues agrícoles, malmetent la producció de mitjans de vida bàsics i provocant fams, quan no eren les epidèmies o els atacs de tribus salvatges que van delmar o espantar als centres de població ja establerts.
Un altre problema va ser el conflicte entre la pressió constant de l'Estat per a una ràpida aculturació i la incapacitat d'alguns grups indígenes per integrar la civilització estrangera a la velocitat desitjada pels colons, de manera que les seves estructures culturals originals es desvirtuessin per provocar una crisi interna al grup i el rebuig total de la proposta missionera, tornant a les selves. Però havent-hi ja perdut gran part del seu coneixement tradicional de les pràctiques dels caçadores-recol·lectores i guerreres, simplement no ser capaç de reajustar l'ambient primitiu, morint de fam o caient en mans dels caçadors d'esclaus. En altres casos, els sacerdots eren insuficients en nombre i estaven mal preparats, i sense aconseguir establir llaços de confiança eficient amb els indis, una gestió incompetent, o simplement sense motivació s'enfronten amb una tasca rugosa, abandonant els pobles.
D'altra banda, el conflicte d'interessos entre els colons ja instal·lats i els missioners mai no es va resoldre, i els enfrontaments violents no eren estranys. Eren especialment agressives les incursions contrabandistes de bestiar, els quals cobejaren suposats tresors amagats pels sacerdots, els bandeirantes al Brasil i els encomenderos de l'Amèrica espanyola, a la recerca dels indis, la mà d'obra esclava, amb el resultat de nombroses morts i la destrucció de moltes reduccions. Finalment, els intents d'acostament van mostrar algunes tribus hostils i d'altres que es rebel·laven després d'haver format una reducció, i les diferències de visió entre els jesuïtes i els altres ordes i la Inquisició que van portar problemes addicionals.

### Les missions a l'Amèrica del Nord
La conquesta espanyola d'Amèrica del Nord es va estendre a les regions de Florida, Texas, Nou Mèxic, Arizona i Califòrnia, però gran part del nord-est d'Amèrica del Nord va ser colonitzada pels francesos i els anglesos. El territori de Nova França va començar a ser evangelitzats a principis del segle xvii pels jesuïtes francesos, que va intentar establir un sistema similar al de les reduccions hispanes, però sense aconseguir el mateix èxit. Els seus primers contactes van ser amb els iroquesos i els algonquins, i després van arribar a la majoria dels grups ètnics de la regió, arribant al que avui és Canadà, però més tard va reduir el seu abast, concentrada en els dos primers grups, i sobretot establint-se als afores de Quebec i Mont-real. Part de la seva obra es va veure facilitada pel vessant comercial de la colonització francesa, la qual cosa requeria el manteniment de relacions amistoses amb els indis, però el constant estat de guerra entre les tribus, que costaren la vida de molts sacerdots, i el seu marcat esperit d'independència a més de la falta de suport de la Corona francesa i la creixent penetració dels colons protestants anglesos, que van fer una campanya a Europa contra la presència jesuïta van impedir que s'assolissin fruits importants i que fundessin reduccions estables.

### Final del cicle
De totes maneres, al segle xviii es van aconseguir que les reduccions fossin en conjunt un èxit econòmic i amb una autonomia administrativa suficient que va començar a ser vista com una amenaça per al poder de les corones ibèriques, i la Companyia de Jesús en el seu conjunt, que havia acumulat immenses riqueses i ha aconseguit un poder polític comparable, ara era acusada de ser un antre enganyosament astut i sense escrúpols i que tractava d'establir un imperi teocràtic independent a Amèrica, mentre que va desencadenar una seriosa controvèrsia sobre els ritus en les missions d'orient. Els jesuïtes també va haver de fer front amb el sentiment anticlerical fomentat per la Il·lustració, que va empitjorar amb la seva participació en la disputa política fronterera entre el portuguesos i espanyols a l'Amèrica del Sud. L'augment dels desacords religiosos amb el poder secular i la jerarquia de l'Església en si amb el temps donà lloc a la seva expulsió de les colònies americanes, no sense que es produïssin revoltes sagnants, com la Guerra Guaraní al sud del Brasil. El 1759 van ser prohibits al Brasil a través d'un decret del Marquès de Pombal, que dos anys abans ja havia emès el "Directori que ha d'observar-se en els pobles d'indis de Pará i Maranhão", que per Moreira Neto va ser...
| « | Un clar instrument d'intervenció i submissió de les comunitats indígenes als interessos del sistema colonial. En aquest sentit, ampliava i completava el treball de desorganització de la vida indígena tribal, inaugurada per les missions. En estimular l'augment en el nombre de colons blancs i el consegüent domini sobre indis, va assegurar el manteniment i l'expansió de la distribució obligatòria de la mà d'obra indígena entre els colons, la pràctica de Pombal tenia un resultat més negatiu - per al futur dels indis concretament involucrats en el procés - que l'acció missionera anterior, si bé la política indígena pombalina pretenia aparèixer com a progressista i liberal. | » |

El 1768, per ordre del rei Carles III, Espanya va fer el mateix a les seves colònies americanes, justificant la decisió en considerar que la Companyia estava en oposició a l'Estat i el bé públic, i també clausurà totes les seves càtedres de filosofia a les escoles. Se'ls va acusar de posar-se indegudament com a mediadors entre la voluntat divina i el lliure albir, de ser arrogants, i de sostenir interpretacions excessivament liberals de la doctrina i condescendents cap a les debilitats humanes, prestant poca atenció a les decisions dels cànons i els concilis, la qual cosa indicava que, a més de ser vistos com una amenaça política també el seu sistema filosòfic i moral estaven en joc. Considerant que la seva activitat era equivocada i estèril, va dir l'enviat espanyol en el Nou Món, l'Inquisidor General Francisco Antonio de Lorenzana, responsable d'implementar el decret i reformar el sistema d'educació religiosa:
| « | A cada època es deia que el món està perdut, però la relaxació era major en alguns moments que en altres: al (món) dels nostres dies es veu un major ús dels sagraments, les religions més fonamentades, un nombre més gran de sacerdots i ministres, una major quantitat de confessors, una bellesa i gràcia major de les esglésies, i més ajuda espiritual per a tots que en segles anteriors. Però tot això no ha fet progressar la reforma dels costums, ni augmentar el fervor dels cristians per complir amb les obligacions de la seva condició. | » |

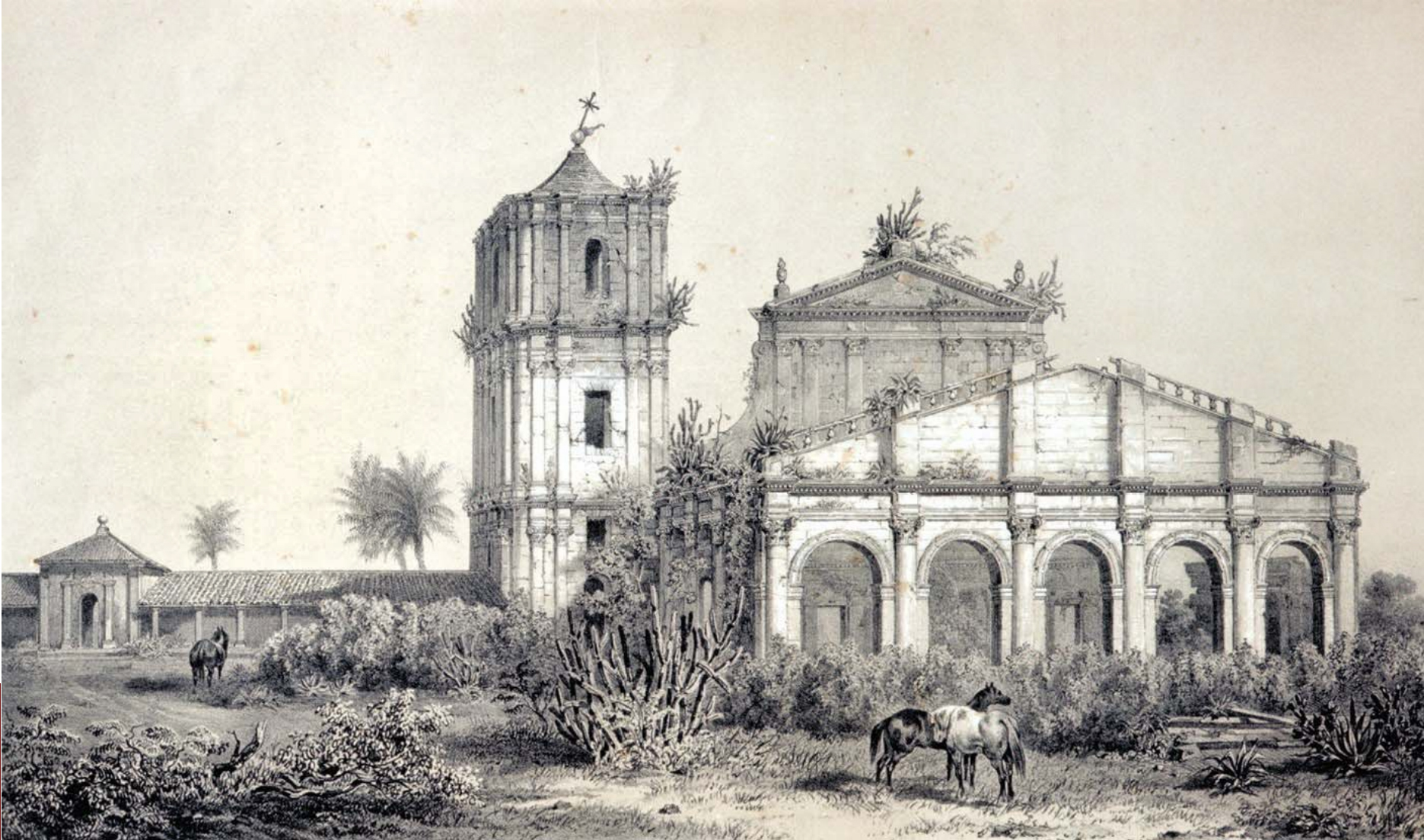
Ruïnes de la missió de Sant Miquel Arcàngel en 1846, Brasil

El cop final, que va marcar el final del projecte missioner, va ser la dissolució de la Companyia de Jesús en 1773 mitjançant pel breu Dominus ac Redemptor del papa Climent XIV però les reduccions no van ser abandonades immediatament. Moltes van continuar treballant fins a principis del segle xix, amb el seu govern llavors dirigit per oficials militars i un clergue secular o per membres d'altres ordres, com els franciscans, però la dispersió era inevitable, produint-se una dràstica caiguda en la producció, disturbis, desercions massives, depredació dels edificis i saquejant les esglésies - només a Set Pobles de les Missions les tropes de Fructuoso Rivera en 1828 es van robar 60 camions d'objectes preciosos i obres d'art - el deteriorament irreparable del sistema antic.

## La teologia pràctica dels jesuïtes
La gran obra missionera que els jesuïtes van fer a Amèrica (així com a l'Extrem Orient i a Àfrica) està estretament vinculada a diversos conceptes teològics innovadors que van desenvolupar. Abans d'això, el terreny havia estat preparat per la publicació de la butlla Inter coetera Divinae el 1493 pel papa Alexandre VI, que va dividir les terres tot just descobertes a Occident entre els regnes d'Espanya i Portugal i va donar lloc a la consolidació del dret de patrocini, que va concedir als sobirans portuguès i espanyol una jurisdicció no només política sinó també l'eclesiàstica sobre el Nou Món. En aquesta doble base es va estructurar tota la conquesta, la qual, per a ser implementada, requeria tant exèrcits com missioners.
Quan els estatuts de la Companyia de Jesús van ser definits el 1540, es van establir les seves principals vocacions, entre ells la total obediència al Papa, i l'obligació d'anar sense qüestionar allà on se'ls indiqués per a la difusió de l'Evangeli, l'anomenat "quart vot". Això configurà un model d'evangelització en la imitació de l'apostolat imposada per Crist als seus deixebles: de la mateixa manera que Crist havia enviat als seus apòstols al món, el Papa, com a vicari de Crist, enviaria els jesuïtes; la qual cosa donava to distintament cristològica a la seva vocació, buscant per tot arreu senyals que prefiguressin la Segona vinguda, i realitzava una connexió amb la teologia sincrètica de sant Pau, que en la seva predicació als grecs va identificar el seu «déu desconegut»amb el Déu cristià. A partir d'aquest lligam el pensament jesuïta va inclinar-se pel concepte de la revelació natural, la recerca d'un Déu a l'abast de tots, un Déu que vivia en cada un i tots animava, el que va fer possible que els jesuïtes fossin amables i tolerants amb les religions no cristianes i trobessin inspiració en la filosofia clàssica pagana, que al seu torn havia estat aprofitada pels primers doctors de l'Església com un presagi de la doctrina de Crist. Per tant, la seva primerenca teologia era un producte típic de l'Humanisme renaixentista, fent una mediació entre la tradició de l'antiguitat clàssica pagana i el cristianisme.

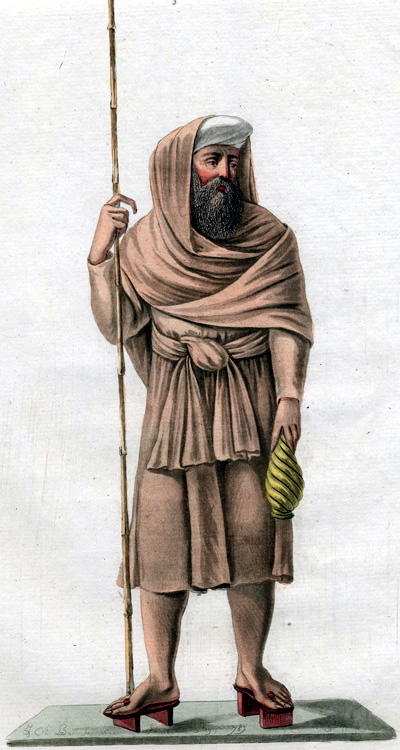
Un jesuïta de les missions d'orient, vestit amb la roba local, il·lustrant el concepte d'allotjament

La liberalitat del seu pensament es va cristal·litzar en el concepte d'allotjament (accomodatio). Un allotjat interpretava la doctrina que la Salvació només podia succeir dins de l'Església (extra Ecclesiam nulla salus) pel que feia a la possibilitat de remissió del pecat original mitjançant només la llei natural. Ja que Déu va crear tot l'univers, estava en totes les coses i els va donar tot tipus d'il·luminació interna, present fins i tot en aquells homes que mai no havien conegut l'Evangeli, sinó en virtut que la llum els imbuïa d'una "fe implícita". El món sencer es manifestació per tant de la gran Església de Deu i, per tant, l'allotjament permet que els jesuïtes trobessin a la fe d'altres imatges comuns amb el catolicisme. No obstant això, aquestes propostes difereixen del que va resoldre el Concili de Trento, que entenia impossible la salvació sense fe declarada i sense el baptisme. Alhora, l'allotjament també es prenia en el seu sentit estricte, com la capacitat d'adaptar-se a les circumstàncies i necessitats dels llocs d'evangelització, autoritzant als jesuïtes a amollar-se de forma externa a qualsevol forma de culte estrany, ja que a l'interior es preservava la "veritable fe", de manera que el contacte intercultural era satisfactori i donava fruit en l'esperit de la diplomàcia, el respecte i l'etiqueta. L'ús d'aquesta forma d'apostolat indirecte es van enfrontar contra els ordes missioneres que preferien formes explícites de predicació, l'ensenyament als carrers i mostrar obertament els símbols cristians com el crucifix.

Aquestes idees no ortodoxes van ser, juntament amb acusacions d'imperialisme, la interferència indeguda en la política, l'ultramuntanisme i l'enriquiment il·lícit, les principals causes per les que van començar a rebre crítiques per part de diversos pensadors i clergues importants, incloent la generació de la dissidència interna. Els crítics lamentaven els efectes que la seva ideologia estava produint als Estats Units, com ara el culte excessiu d'imatges de sants, que es van acostar a la idolatria, i un desig massa alt de la glorificació del martiri. Al mateix temps, en l'Orient, es treballava amb grans cultures d'antiguitat i sofisticació com la japonesa i la chinesa, els jesuïtes semblaven sobreestimar la raó, la ciència i l'educació secular en detriment de la fe, i estaven introduint pràctiques estrangeres en el propi ritual de la missa per facilitar l'adhesió dels neòfits orientals. A més a més, mantenien opinions controvertides sobre el lliure arbitri i la predestinació, amb el que van aconseguir l'enveja d'altres ordres per la gran influència conquerida sobre el papa i els estats, i per ésser, abans de l'ascensió al tron de Carles III, els confessors favorits dels reis d'Espanya, i també, durant algun temps, dels reis de França. La inundació a Europa amb una profusió d'històries meravelloses i emocionants dels jesuïtes sobre la seva experiència amb un gran nombre de cultures exòtiques, algunes d'elles amb les seves pròpies filosofies que podien competir amb la tradició clàssica en termes de subtilesa i profunditat, va començar a fer tremolar, encara que de forma involuntària, la idea de la superioritat de la civilització cristiana, infonent en ella el germen de relativisme. Elisabetta Corsi, una investigadora del Col·legi de Mèxic, resumeix la situació com segueix:
| « | Fiel al mandat de Ignasi de trobar a Déu en totes les coses i totes les coses en Déu, els missioners jesuïtes […] van tractar d'harmonitzar l'ideal cristià amb les diverses manifestacions culturals i religioses dels pobles amb els quals interactuaven. La seva actitud, sovint atrevida i liberal, però no sense eurocentrisme i d'una certesa intrínseca de la unitat i la superioritat del cristianisme, va generar intensos debats a Europa durant molt de temps. Els testimonis escrits d'aquests debats sovint reflecteixen posicions extremes: passen de l'exaltació de la demonització, i convoquen a adoptar partit, ja sigui dels que venen com a colonitzadors sense escrúpols, ja sigui dels que els perceben com a místics sobrenaturals. Quan aquestes tensions es van fer intolerables la Companyia va ser suprimida en molts països, culminant en la seva dissolució definitiva el 1773. | » |

## Organització de les missions
Les missions van ser dissenyades a fi que desenvolupessin l'auto sosteniment, com havia prescrit Loyola en les Constitucions de l'Ordre, on cada assentament de la companyia estava obligat a funcionar amb independència, i, per tant, havien de posseir tots els equips i estructures necessàries, convertint-se en la pràctica en grans empreses industrials i agrícoles. En aquest procés van arribar a constituir-se en veritables ciutats, moltes d'elles amb milers d'habitants, composta per un centre urbà principal amb els habitatges, l'església, l'escola, la presó, el mercat i diversos tallers, juntament amb grans àrees al voltant dedicades a conreus i cria del bestiar. Si la seva economia no era prou rendible, sovint se sustentava parcialment pels ingressos que la Companyia de Jesús obtenia en altres activitats, com les operacions de crèdit o les donacions per part de la noblesa.

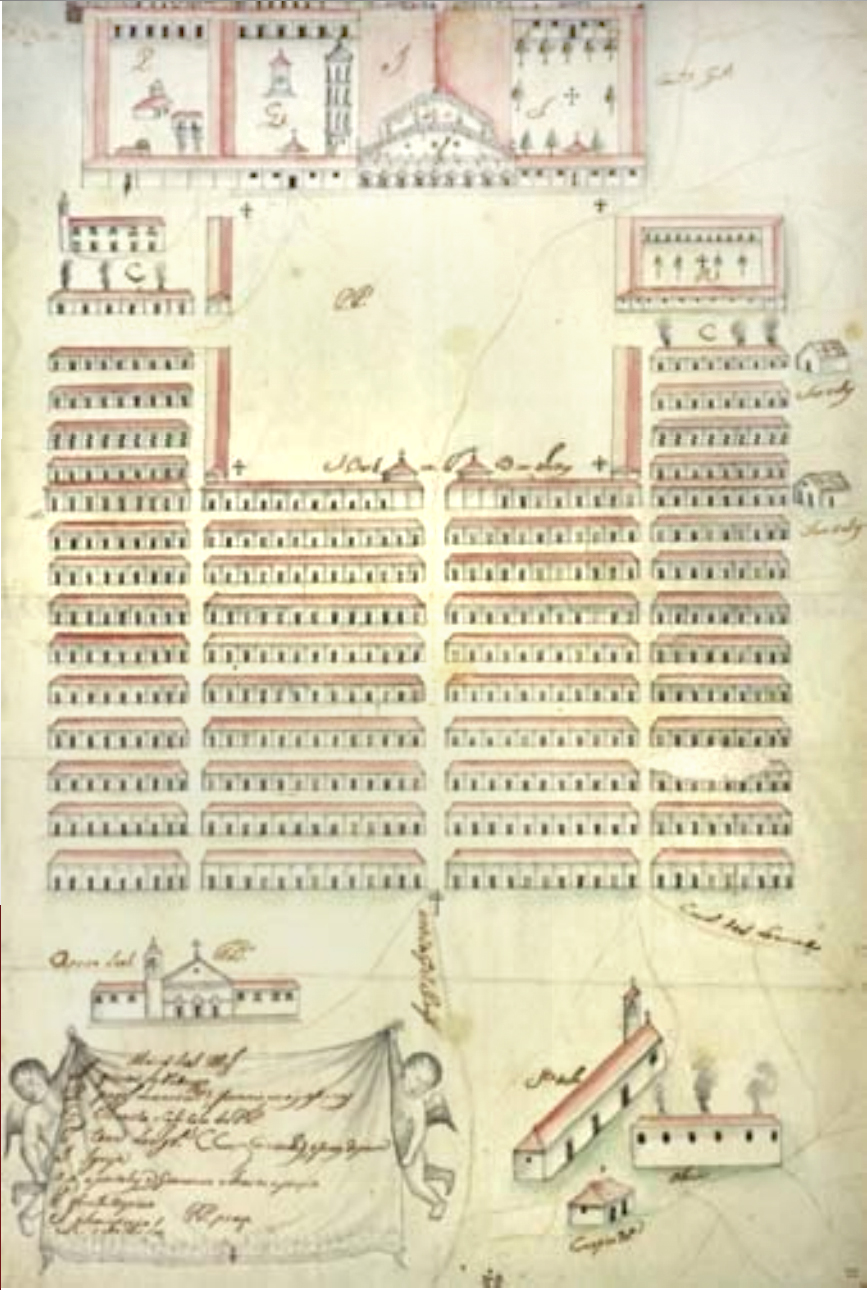
Plànol de la missió de Sant Miquel Arcàngel, Brasil

Abans que tot això podria portar-se a terme va ser necessari primer conèixer la població objectiu, convencent-los dels avantatges de viure en una reducció. Així perquè el primer contacte fos possible es recorria a algun indi de la mateixa branca lingüística del poble on es tenia la intenció d'establir-se, servint com a intèrpret. Amb el temps va sorgir la figura del missioner itinerant, que ja sabia diverses llengües i geografia local, i a més a més era perspicaç en la psicologia dels indis. No sempre els indis es deixaven convèncer tot seguit, i es necessitava l'aproximació lenta al llarg dels anys, amb diversos intercanvis de regals i promeses, o amb la invitació per a alguns dels representants indígenes a visitar una reducció ja en funcionament. Les tècniques intel·ligents de contacte i interacció utilitzades pels jesuïtes els van col·locar entre els primers etnòlegs d'Amèrica, tanmateix, moltes tribus mai no van acceptar la seva proposta, com els maputxes de Xile, l'hostilitat dels quals contra els jesuïtes van acabar en martiris, i alguns guaranís de Paraguai, per als que l'intercanvi de la vida nòmada per una sedentària, igual que la introducció del cavall en la regió, no els semblava atractiva.
La diversitat de contexts geogràfics, culturals i econòmics va impedir que es creara un model urbà únic per a totes les reduccions d'Amèrica. N'hi va haver missions modestes gairebé solament d'un petit ranxo per a un grup d'una dotzena de persones, i d'altres molt més grans, amb milers de persones. En algunes d'elles no hi va haver problemes importants en l'organització preestablerta estricta, i van créixer de manera informal d'acord amb les seves necessitats o possibilitats, però en general les reduccions estaven estructurades d'una manera racional i avançada per a la seva època, amb un urbanisme regular i eficient, destacant especialment la regió fronterera entre Brasil, Bolívia, Paraguai i l'Argentina. En aquesta regió, que molts consideren el més representativa de tot el projecte missioner, el poble estava situat al voltant d'una gran plaça rectangular en el centre de la qual es va instal·lar una gran creu i una estàtua del sant patró. D'un costat es trobava l'església, amb cases adjuntes per a vídues i orfes, un escola, el claustre dels missioners i tallers; darrere l'església conreaven l'hort i tenien el jardí. En el costat oposat estaven les cases dels indis, i en els costats restants es trobaven el Consell de la Missió, un conserge, un hostal, un rellotge de sol i una presó. Algunes vegades al voltant van cavar trinxeres i van erigir un mur de protecció contra atacs dels indis d'expedicions salvatges i depredadors. L'església era l'únic edifici més elaborat i adornat, i els altres eren simples pavellons. Aquest model podia variar la disposició dels elements i el nombre d'edificis, però el seu esquema bàsic en general va romandre constantment.

Per a Luiz Custódio els pobles guaranís:
| « | Originats en el context colonial espanyol... també es va utilitzar les directrius administratives i les referències urbanes vigents per estructurar un tipus peculiar, morfològica i funcional, que pot considerar-se com una variant de l'organització espacial espanyola adequada a un programa i una situació política i administrativa pròpia. Respecte de les etapes que es van produir les jurisdiccions urbanes en el sistema reduccional, es poden reconèixer dues fases relacionades amb l'estructura espacial interna on les variables, territori, arquitectura i organització espacial interactuen de forma diferent: la primera fase (segle XVII), en la que els assentaments inicials han d'haver complert les orientacions genèriques de les Lleis d'Índies i que, en principi, corresponen a les descripcions dels nombrosos poblats petits -assentaments o pobles d'indis-, durant la colonització espanyola i portuguesa a Amèrica. La segona fase quan la reducció missionera adquireix la seva autonomia compositiva i funcional en relació amb el traçament de la ciutat colonial espanyola, modelant característiques pròpies i l'estructuració d'un model espacial recognoscible. Això pot ser nomenat «tipologia urbana de les missions», una vegada que caracteritzada, distingeix i identifica especialment les missions de la Província Jesuítica del Paraguai. | » |

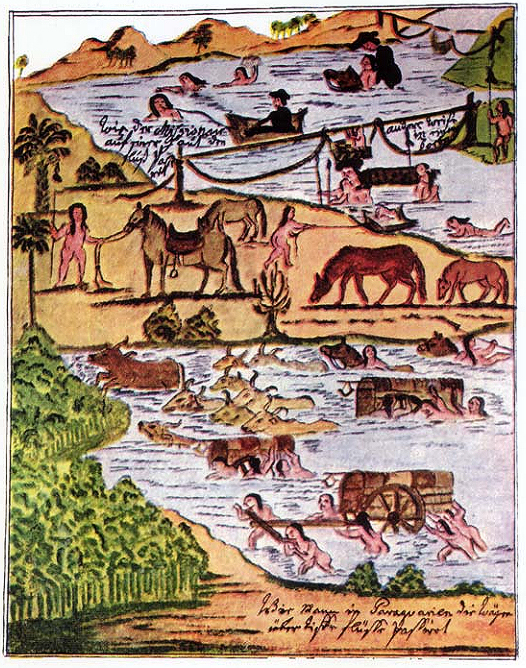
Florian Paucke: indis i missioners creuant un riu a la regió del Chaco.

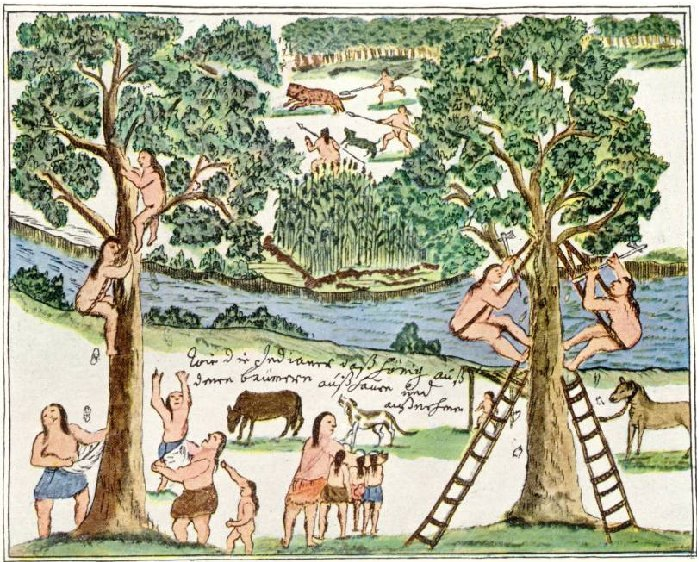
Florian Paucke: collita de la mel, segle XVIII

El govern civil era exclusivament indígena i respectava les jerarquies tribals. Consistia en una junta escollida per votació renovada anualment, composta per funcionaris administradors, la justícia fiscal i representants dels districtes de la missió, tots ells sota un cacic general hereditari. L'administració de la justícia era a càrrec de la Companyia de Jesús, però era freqüent la consulta amb el cacic per a qualsevol decisió, i l'execució de penes es va deixar per als oficials indis. Ja que hi havia pocs delictes, les penes van ser en general lleus. Rara vegada s'utilitza la presó o es condemnava a l'exili, considerat la desgràcia suprema. Tots rebien el mateix tractament, excepte per a alguns oficials i el cacic, que podia portar un ceptre i en l'església seia en una posició destacada. N'hi va haver, en cas excepcional en les missions del Paraguai, una força militar considerable composta per soldats espanyols i guerrers indígenes armats amb equips produïts localment i parcialment importats. Van ser instruïts en tàctica, estratègia i en l'art de construir fortificacions, però l'ús d'armes de foc pels paraguaians estava reduïda i només era possible amb un permís especial de la corona espanyola, en vista del constant atac dels bandeirantes. L'eficiència d'aquest exèrcit es va demostrar en la victòria de la batalla MBororé, que va apartar els depredadors de la regió quasi un segle i va assegurar la propietat a Espanya. En altres reduccions on la presència militar era molt més petita i estava més involucrada amb la disciplina interna i amb la protecció contra altres indis no reduïts.
A cada família se li assignava una porció de terra hereditària, per proporcionar la vida privada mitjançant la sembra de diversos conreus d'hortalisses i fruites pròpies de cada regió, i alguns aliments bàsics com ara el blat de moro, la patata, el cotó i els fesols. Altres àrees eren "propietat de Déu", els fruits de la qual revertien en la comunitat, i on l'indi havia de treballar dos dies a la setmana, amb un viatge que durava al voltant de sis hores. Els instruments de treball eren propietat col·lectiva i el seu ús se subjectava a les prioritats establertes pels sacerdots. No s'utilitzava diners en efectiu en les reduccions, però el tabac, la mel i el blat de moro servia de vegades com a moneda de canvi. El comerç va prosperar tant entre les regions pròximes com les d'ultramar, amb l'exportació de gèneres com ara la mel, cuir, fruita, colorants, instruments musicals i escultures a Europa a canvi de paper, llibres, teles, agulles, eines, instruments de cirurgia, metalls i la sal.
Els beneficis s'aplicaven en les inversions interns i es pagaven els impostos requerits per la corona. Resistint la reducció en rebaixar el nivell de vida i reduir l'abastiment de gèneres per als indis quan calia invertir en recursos per mantenir el ritme de desenvolupament global de la missió, els sacerdots sovint es veien obligats a establir hisendes i estancies independents amb objectiu bàsicament de lucre o subministrament d'aliments suplementaris. Aquestes instal·lacions independents empraven el treball dels esclaus negres, i algunes vegades eren administrats per jesuïtes junt amb els indis, això mostra la gran diferència en el tractament que es va dispensar en cada una de les dues ètnies no blanques, i que va ser una paradoxa en la proposta humanitària jesuïta. Els indis també treballaven en el camp, però en aquest cas se'ls pagava el seu treball.
També hi havia un servei d'atenció als malalts en totes les missions, amb un grup d'infermeres educades per part de sacerdots. Elles feien rondes diàries per la ciutat i donaven informes detallats als seus superiors sobre les condicions de salut de la missió. Per tant, quasi ningú no moria sense rebre atenció mèdica i l'extrema unció dels malalts. Els remeis van ser realitzats essencialment amb herbes conegudes pels indis, que van mantenir una farmàcia al costat de les escoles, i es van realitzar manuals metges per a ús pràctic, però els relats sobre epidèmies de malalties vingudes d'Europa són freqüents, i en aquests moments tolerava l'ajut dels curanders de les tribus.

### Pràctiques religioses
Els primers jesuïtes van arribar a Amèrica imaginant que els nadius no tenien religió, ja que no es van trobar temples ni imatges de culte. Amb un major contacte, aviat es van adonar que no era així, però van començar a considerar la religió indígena com confusa i plena d'errades, àdhuc quan van veure que alguns dels seus mites i llegendes semblaven prefigurar la doctrina cristiana. La tendència general, tanmateix, va ser interpretar aquestes similituds com una paròdia de la «veritable fe» que el diable va inventar per enganyar a aquestes persones «ingènues».

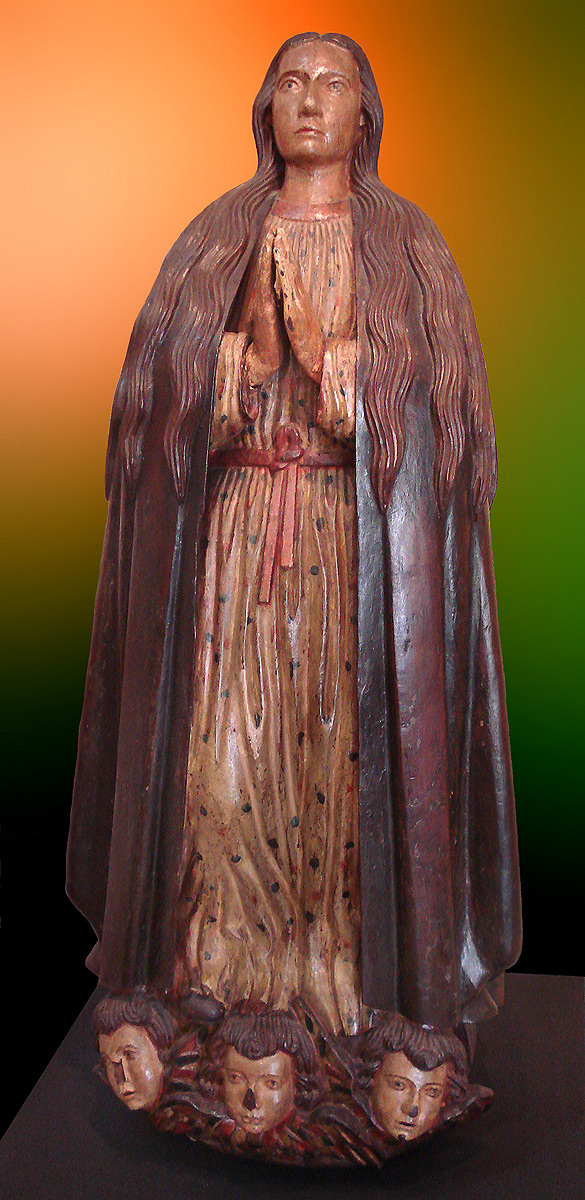
Nossa Senhora da Conceição, Set Pobles de les Missions, Museu Júlio de Castilhos.

Relats de l'època expliquen que en la reducció mai no es va desenvolupar una gran comprensió de les subtileses de la doctrina cristiana, que es considera extremament incòmoda en l'espiritualitat i tot el que té relació amb la preparació mental abstracta i l'originalitat d'acord amb els criteris europeus. En un temps, els europeus van arribar a dubtar que eren mentalment capaços d'entendre i rebre els sagraments, però les opinions sobre aquest tema van ser controvertides també entre els propis jesuïtes, doncs d'altres informes diuen que tenien facilitat per absorbir les ensenyances. La interpretació indígena de la doctrina cristiana, sovint, va ser un manifest poc ortodox, tenint en compte els ritus i sagraments com una forma de màgia i no com un instrument de reconciliació amb Déu. Alguns sacerdots van afirmar que els indis que patien d'una inconstància natural, i tan ràpid com es convertien al cristianisme podien rebutjar-ho i tornar als seus cultes originals.

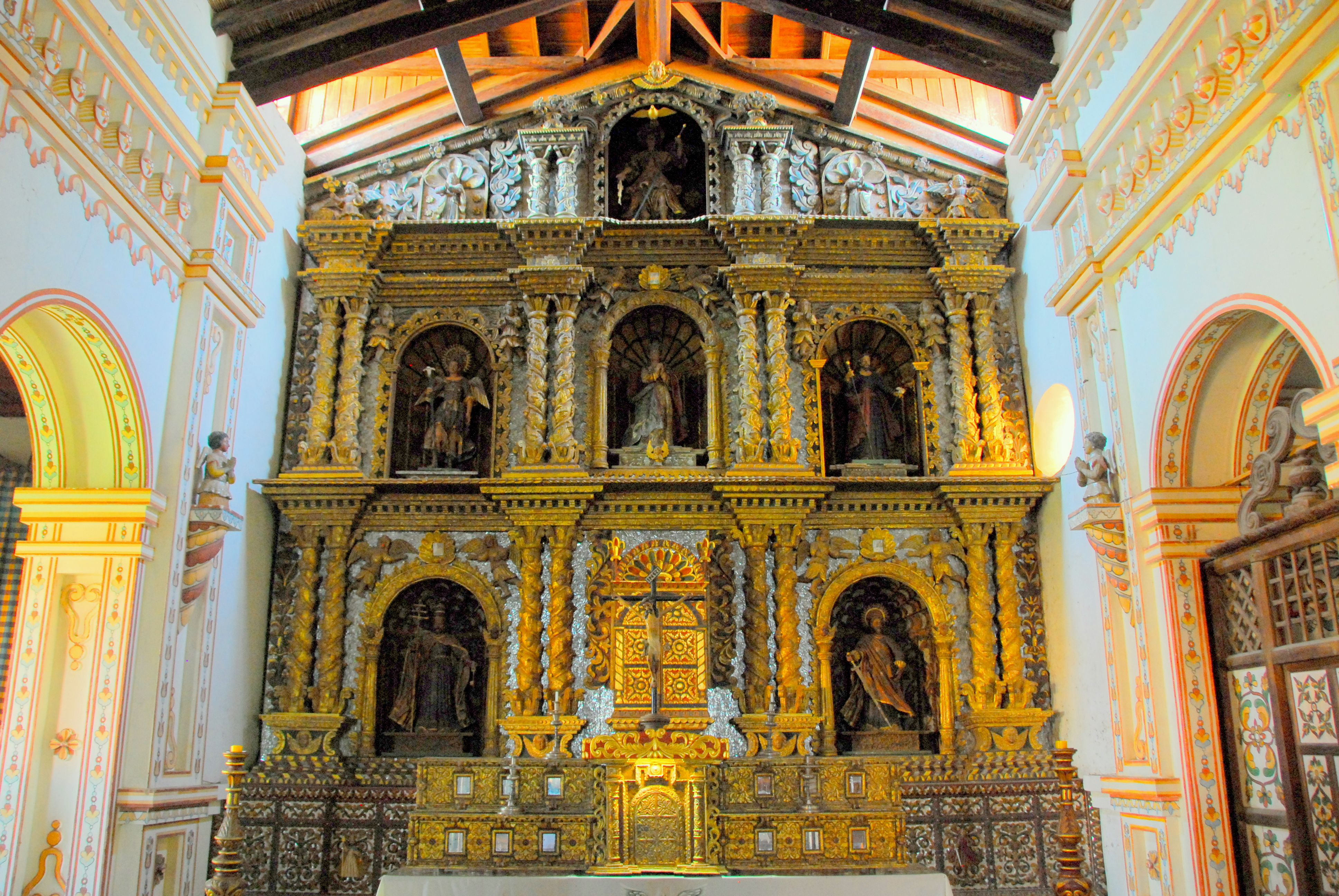
Altar de l'església de San Rafael de Velasco en la missió de Chiquitos, a Santa Cruz, Bolívia

Algunes pràctiques religioses indígenes van ser suprimides per complet, com totes les formes de màgia, cremació dels cadàvers i el consum ritual de les cendres, però hi havia tolerància per al consum d'herbes al·lucinògenes i ball durant la missa, comprenent que això tenia un paper socialitzant. La comunió era freqüent i molts la rebien cada setmana; es van formar diverses societats piadoses i de culte dels sants, especialment molt comú va ser el de la Verge Maria. Els relats de visitadors de l'Església i d'inspectors de la Corona eren repetidament elogiosos en la cura religiosa de la comunitat, la devoció dels indis, el seu esperit fratern, la seva moral i la millora constant de la seva lleialtat als líders. Per afrontar el desafiament d'evangelització, els jesuïtes van desenvolupar una sèrie d'estratègies a fi de guanyar-los per a Crist, valent-se de vegades de la creença, llargament difosa entre els indígenes, de què els europeus estaven dotats de poders màgics o eren éssers divins.
Va ser especialment important la utilització de l'ensenyament que els jesuïtes van fer de l'art, especialment la música, teatre i dansa, en el que els indis van mostrar una gran apreciació, un mètode que ja havien desenvolupat a Europa i es va convertir en un èxit molt eficaç per a la catequesi i la conversió. També es van fer moltes referències a l'estat d'ànim festiu del culte a la deïtat que es desenvolupava entre les reduccions, i que reunia en un únic moment de la missa, la culminació de la catequesi, totes les arts, en l'escenari teatral de l'església ricament decorada. Hi ha un relat d'un document antic que descriu el trajecte processional de la Via Sacra.
L'èxit de l'obra evangelitzadora dels jesuïtes va ser variat. Algunes missions van ser casos de plena i sincera conversió dels grups indígenes a la fe catòlica, com la de Juli al Perú i la de Tepotzotlán a Mèxic, però que podien ser excepcions en aquest sentit. En la majoria dels casos, els nadius mai no van estar d'acord plenament amb nou credo, i van continuar amb moltes de les seves pràctiques religioses i tradicionals. Hi havia curanders i xamans que van romandre com a focus de resistència, de vegades disfressant l'acceptació dels ritus catòlics, però de fet l'apropiació de les seves formes externes de culte, i romandre en secret als seus propis déus, imitant els gests de benedicció, l'ús de creus i l'organització de les cerimònies on oferien hòsties de iuca i beuratges de vi elaborat amb herbes màgiques. Molts indis tenien reserves sobre la confessió, en la creença que, amb ella, els sacerdots només volien saber el que estava passant a la seva vida privada per tal de controlar-los, i d'altres van continuar per veure la malaltia com una obra dels esperits malignes i feien prediccions de conducta amb els animals i els aliments tabús sobre els morts, entre d'altres creences. Alguns grups van fracassar en desenvolupar la noció de pecat, i van rebutjar la mediació d'un sacerdot per comunicar-se amb els seus déus. D'altra banda, també hi ha molts documents de com el contacte amb la religió cristiana havia aconseguit l'abandonament d'hàbits com ara l'alcoholisme, la poligàmia, l'infanticidi, la matança per venjança i el canibalisme. També hi ha informes de curacions miraculoses després del contacte amb relíquies de sants cristians.
Per a la construcció dels pobles indígenes se'ls va donar un ensenyament pràctic en tècniques d'agricultura i ramaderia i elements d'arquitectura, feina de paleta, fusteria i fosa. Gradualment es va anar donant una formació addicional en diverses arts, que incloïen l'escultura, la pintura, el gravat, la poesia, la música, el teatre, l'oratòria i ciències per als que mostraven més capacitat.

### Educación i cultura
El tema de l'educació es va entendre des del començament com un element central per assegurar qualsevol futur per al projecte missioner, ja que va ser vist com una palanca principal per atot el progrés social, econòmic, moral i religiós. En aquesta matèria, tot seguit es va ensopegar amb el problema de la comunicació entre els europeus i els indis, que parlaven una multitud de llengües. La preparació dels jesuïtes a Europa ja havia previst aquesta dificultat, i els van donar un sòlid coneixement lingüístic i d'oratòria, al mateix temps els capacitaven com a mestres qualificats, se'ls il·lustrava amb gran cultura general, incloent l'educació artística. La seva metodologia de l'educació, sistematitzada en el compendi Ratio atque Institutio Studiorum Societas Jesu (1599), era tan eficient que l'Ordre va ser reconeguda com una de les més erudites d'Europa, i varis dels seus membres es va destacar com polímata. Però més que estudiosos, seguint la guia de Ignasi de Loiola per al coneixement abstracte, es van posar al servei de les peticions quotidianes (usus, no praecepta), es van convertir en mestres en l'art de la persuasió i capacitat d'adaptació al context divers que es van trobar.
L'atenció dels jesuïtes pel que fa a les llengües natives, amb el temps que va ser de protecció i destructiva a la vegada. Les protegien donant-los les idees de sistematitzar i de l'ortografia llatina, que va permetre la seva perpetuació a través de la literatura impresa i del seu estudi pels lingüistes europeus, i en alguns casos la seva reconstitució moderna quan es van extingir o van distorsionar més tard. També les van protegir contra la política colonial oficial que preferia abans l'erradicació completa de les cultures natives i una europeïtzació plena dels pobles conquerits. Però d'altra banda l'ús que d'elles van fer per a la difusió de la nova fe, en moltes ocasions profundament desfigurades, o el coneixement adquirit pels sacerdots es va utilitzar sovint per altres colons per dominar fàcilment els indis, i la desaparició gradual dels xamans portant-se amb ells la pràctica de la «paraula inspirada», una de les formes més importants per preservar a través de les generacions d'eloqüència política, els mites i les tradicions tribals.

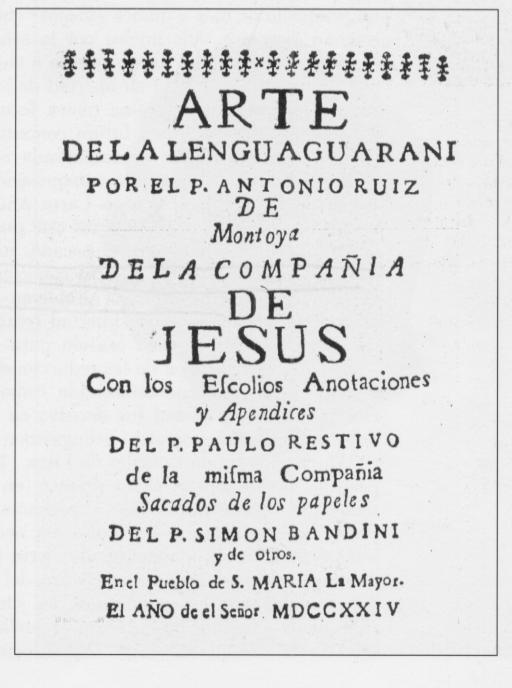
Antonio Ruiz de Montoya: Arte de la Lengua Guarani, edició de 1724.

No sempre els jesuïtes van dominar les llengües natives, alguns fins i tot es van negar a fer-ho, i fins i tot durant l'administració dels sagraments de vegades necessitaven un intèrpret, que va donar lloc a litigis entre la jerarquia del clericat i que es complicava en el cas de la confessió dels pecats, que hauria de ser un assumpte de completa privacitat. El testimoni del fundador de la Província del Paraguai, Nicolás Durán, confirma la importància de la fluïdesa en la llengua vernacla, dient que en els llocs on la classe superior no parlava l'idioma, els ministres eren tan letàrgics que es van convertir en una vergonya per a la Companyia de Jesús, i va dir que en aquests casos el treball era tot per als versats en la llengua, mentre que els altres es van dedicar a l'oci. A Brasil també es va recalcar la utilitat dels coneixements idiomàtics a fi d'obtenir la confiança dels indis i l'autoritat sobre seu, i, per adoctrinar-los millor. A grans trets es pot dir que els jesuïtes es van convertir en grans lingüistes, i la seva capacitat en aquest camp es va tornar notòria. Van ser els primers autors de gramàtiques i diccionaris de la llengua vernacla o en bilingüe, i van produir una gran quantitat d'obres literàries, la majoria vinculades a la catequesi. L'any 1700 es va fundar la primera impremta missionera en la Missió de Loreto, Argentina, i va ser produït per l'indígena Juan Yapai el 1705, el primer llibre imprès en aquest país, un Martirologi Romà. Altres produccions van incloure calendaris, taules astronòmiques i partitures. Les missions també tenien en general una bona biblioteca. La de Loreto posseïa més de tres-cents llibres, la de Corpus Christi prop de quatre-cents, i la de Candelaria la xifra, sorprenent per a l'època, de 4.724 volums.
L'eficiència de la pedagogia jesuítica es va demostrar en els pocs anys que es necessitaven per aconseguir una reducció en ple funcionament, encara que n'hi ha relativament pocs estudis que han aprofundit aquest tema i la controvèrsia sobre els resultats és gran. Se'ls va donar una especial atenció a l'educació dels nens, considerats «àngeles innocents» i «bons i remei d'aquesta terra», ja que aprenien amb una major facilitat, podien transmetre el coneixement als adults i més tard ensenyar altres generacions. Molts adults indígenes mai no van ser capaços d'obtenir una educació més enllà de l'elemental. Es va fer separació de sexes en les escoles, i es va seguir una política de l'ús d'habilitats i talents individuals. Els fills dels cacics i oficials sabien llegir i escriure en la llengua vernacla, castellà i llatí, el que ha donat lloc a una opinió generalitzada que l'ensenyament dels sacerdots era elitista, però això probablement es deriva de la simple percepció de les possibilitats reals, i de l'existència d'alguns documents que suggereixen un abast molt major de l'estudi del que s'ha pensat.
Hi ha relats d'indis molt traçuts amb les lletres, com va ser el cas del cacic Nicolás Yapuguay, de la missió argentina de Santa Maria, que va escriure en guaraní amb gran claredat i elegància, amb dos dels seus llibres impresos, un d'ells un catecisme en espanyol i un llibre de sermons en guaraní. L'indi Melchor va escriure la història del seu poble de Corpus Christi, i l'indi Vásquez, de Loreto, va ser també un bon escriptor. La resta va ser educats a través de l'ensenyament oral, el treball i l'art. Les classes generals no van ser ensenyades per sacerdots que s'encarregaven de l'administració de la comunitat, sinó per un professor contractat o per algun indi ja educat i sota la supervisió dels religiosos. Cada dia, un sacerdot feia classes durant un temps per atendre l'educació religiosa; al matí s'ensenyava el catecisme en llengua nativa i a la tarda en llengua del regne. De nit un sacerdot reunia alguns indis amb més talent per ensenyar-los música, a l'església. Al Virregnat del Perú, els primogènits dels cacics eren, moltes vegades, enviats a les escoles de la capital, ja que els cacics eren la principal comunicació entre les autoritats colonials i els indis i se suposava que una educació més elevada seria capaç de formar futurs líders amb més coneixement dels costums europeus i així més capaços d'integrar-se al sistema administratiu de la colònia. Aquesta educació sembla que va tenir èxit, encara que no va ser usada pels nous cacics en la forma que pretenia el Regne d'Espanya i diversos dels que van encapçalar les rebel·lions posteriors, com va ser Túpac Amaru II.

### Arts

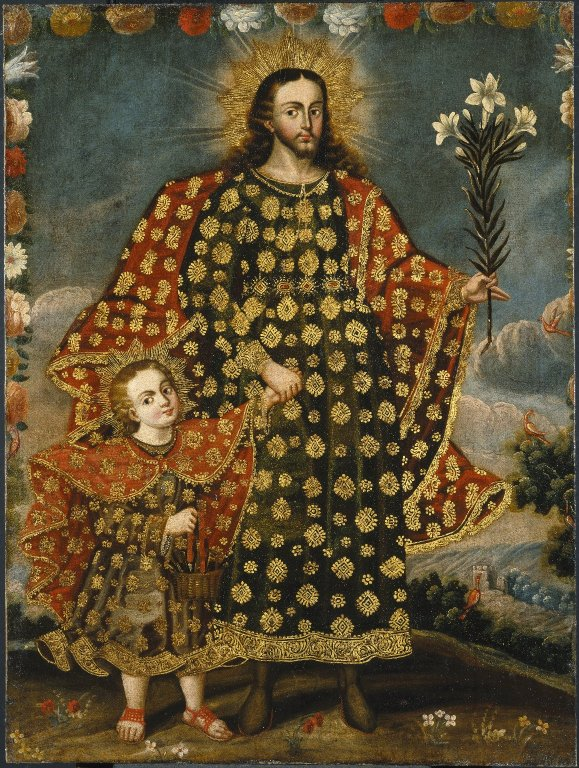
Escola de Cusco: Sant Josep i l'Infant Jesús, segles XVII-XVIII.

Els jesuïtes van ser coneguts pel seu pragmatisme i la seva adaptabilitat a les necessitats locals, i això també és vàlid per a l'art que van introduir a les Amèriques. Lúcio Costa va observar que les seves manifestacions d'art tenien diferents formes, d'acord amb els hàbits natius, i com les característiques de l'estil variaven segons els períodes successius. Encara no era una regla estricta, gaires sacerdots van ser consumats artistes, i sent oriünds de diverses parts d'Europa, posseïen en conjunt una formació artística absolutament polifacètica, per la qual cosa no es pot establir un «estil jesuïta missioner», excepte en línies massa àmplies i indistintes, es va caracteritzar sobretot per l'hibridació, però també han estat associats amb el manierisme tardà i sobretot amb el barroc de la Contrareforma, reproduïts en terra americana en una àmplia gamma d'adaptacions i síntesis eclèctiques, on no va faltar la contribució del gust indígena, la diversitat que l'historiador Alexander Bailey ha considerat la menys unificada de totes les escoles d'art del seu temps. També reduccions properes podien presentar un art de trets molt contrastats. L'objectiu principal en el transport de l'art europeu a Amèrica era per utilitzar-ho com a instrument de catequesi, i el seu manifest eclecticisme és un altre resultat de la doctrina d'acomodació.

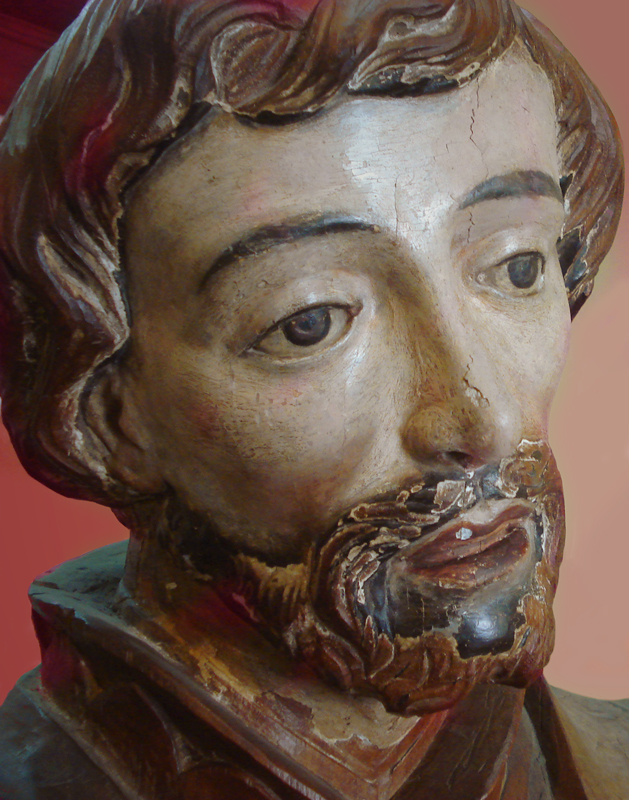
Detall d'un sant Francesc Xavier de mida més gran que del natural, procedent de les missions de Brasils.

L'escultura mereix una atenció especial per la bona quantitat de còpies que han quedat. En aquest camp està clarament visible els rastres de la barreja de diverses escoles i períodes artístics europeus. També apareixen elements indígenes en les característiques d'algunes imatges en les actituds hieràtiques, una tendència a l'abstracció de les formes, i també a la resistència d'execució, pot ser l'art en què l'element natiu va tenir més oportunitat d'expressar la seva individualitat mitjançant l'estructura rígida dels preceptes estilístics importats. Tanmateix, encara que aquestes desviacions són preses pels crítics com a signes autèntics de l'originalitat, d'altres autors les interpreten com mera ineptitud. De tota manera, sembla que les peces que ara es consideren de més alta qualitat van sortit de les mans dels propis artistes jesuïtes, com els sacerdots Johann Bitterich, José Brasanelli o Anselmo de la Matta. Els indis s'ajustaven en general a participar com a assistents o quan es treballa sense la intervenció directa dels sacerdots, la seva producció era d'obres menors. Però hi ha excepcions, com l'indi José, que el 1780 va produir una estàtua del Señor de la Humildad y Paciencia avui a Buenos Aires, considerat una de les primeres fites de l'art nacional. argentí. Un altre aspecte a tenir en compte és l'hàbit del treball col·lectiu per a la producció de cada peça, que sovint fa impossible l'obtenció d'una homogeneïtat formal en cadascun article específic i la identificació d'estils individuals.
També l'arquitectura fou excepcionalment digna. Els jesuïtes van introduir una notable organització urbana en els seus pobles, amb millores que ni tan sols es trobaven en gaires ciutats europees de població similar, ponts, canonades per a regatge, aigua i subministraments per als molins. Les viles, distribuïdes en sèries regulars, eren originàriament de fang i cobertes de palla, però en algunes missions aviat van arribar a ésser de pedra, amb diverses cambres, xemeneies i cobertes de teula. No hi havia solucions unificades ni tan sols en les edificacions d'esglésies, que passaven de ser temples modests erigits amb maons cuits al sol i una mala decoració interior, al d'algunes missions, com d'Arizona, a grans edificis de pedra amb façanes ricament decorades, cúpules i exuberant interior, on el gust barroc espectacular va trobar una expressió perfecta, amb documents clars del gran virtuosisme dels seus millors autors. Tota aquesta riquesa era una característica típica de l'art sacre europeo d'aleshores, i el servei va ser desenvolupat amb un magnífic ritual, entre les riques talles dels altars de profús i expressiu imaginari, tot plegat envoltat de música solemne d'orgue, orquestra i cor, que unia el teatre retòric barroc amb el gust dels indígenes per a festes i decoracions. Així, les esglésies van ser el punt focal de la vida en les missions jesuítiques, i l'art que contenien, a més a més de ser una ofrena a Déu, va ser element didàctic, com sempre impressionant fortament l'indígena, emocionant la seva imaginació i augmentant considerablement la seva susceptibilitat a la recepció de la doctrina religiosa. Simples o refinades, les esglésies van representar en el seu temps el principal símbol visible de la nova ordre i continuen sent avui dia com el testimoni més important de l'existència material de les missions. Com ho demostra la documentació, la principal preocupació dels sacerdots per erigir una església no era estètica, encara que existia, però si funcional. S'han observat, finalment, elements d'absorció de l'arquitectura de precolumbina en moltes esglésies.
|  |  |